# Albert Dequène
Albert Charles Dequène, né à Lille le 27 décembre 1897 où il est mort le 15 mai 1973, est un peintre français.

## Biographie
Élève de Pharaon de Winter, de Fernand Cormon et de Jules Adler, il se spécialise dans le portrait et expose au Salon des artistes français dès 1920. Il y obtient cette année-là une médaille d'argent et remporte en 1926 le Prix Rob de Rouge. En 1931, il obtient le prix Eugène-Thirion.
Par ailleurs, en 1933, il accompagne comme artiste la mission Lionel de Tastes dans l'Océanie.